# Dissochaeta echinulata
Dissochaeta echinulata är en tvåhjärtbladig växtart som först beskrevs av Charles Victor Naudin, och fick sitt nu gällande namn av Gudrun Clausing. Dissochaeta echinulata ingår i släktet Dissochaeta och familjen Melastomataceae. Inga underarter finns listade i Catalogue of Life.